# Johann Gottlieb Facius
Johann Gottlieb Facius (Ratisbonne, c. 1750 — c. 1813) est un graveur et dessinateur allemand actif à Londres.
Il est presque toujours associé à son jumeau Georg-Sigmund : tous deux sont dessinateurs et graveurs sur cuivre « très respectés »,.

## Biographie
Johann Gottlieb Facius naît à Ratisbonne, en Bavière, vers 1750,.
Formés à Bruxelles, où leur père est consul de Russie,, lui et son frère Georg-Sigmund développent leur carrière à Londres à partir de 1776.
Vers 1791, John Boydell entreprend sa Boydell Shakespeare Gallery pour laquelle il embauche de nombreux peintres et graveurs pour rendre hommage au dramaturge anglais. Les frères Facius en font partie et travaillent beaucoup pour l'éditeur londonien
Johann Gottlieb Facius meurt vers ou avant 1813.

## Œuvre
Travaillant toujours ensemble au pointillé, à l'aquatinte ou en manière noire, les jumeaux Facius comptent parmi leurs meilleurs tirages Mr. West and family d'après Benjamin West, Apollo and the Muses d'après Carlo Maratti, Parnassus d'après Ludwig Guttenbrunn, Hector and Paris d'après Angelica Kauffmann, Abraham gives food to his three strange guests d'après Murillo et The Young Bull d'après Pieter Symonsz Potter. Entre 1785 et 1788, les estampes réalisées ensemble sont signées « J. G. S. Facius ».
Les Falcius ont également gravé plusieurs cartes géographiques.
Pour la Boydell Shakespeare Gallery, les Facius ont gravé :
- All's Well That Ends Well, Act V, scene 3, d'après Francis Wheatley
- Antony and Cleopatra, Act III, scene 9, d'après Henry Tresham
- Romeo and Juliet, Act I, scene 5, d'après William Miller
- Romeo and Juliet, Act IV, scene 5, d'après John Opie

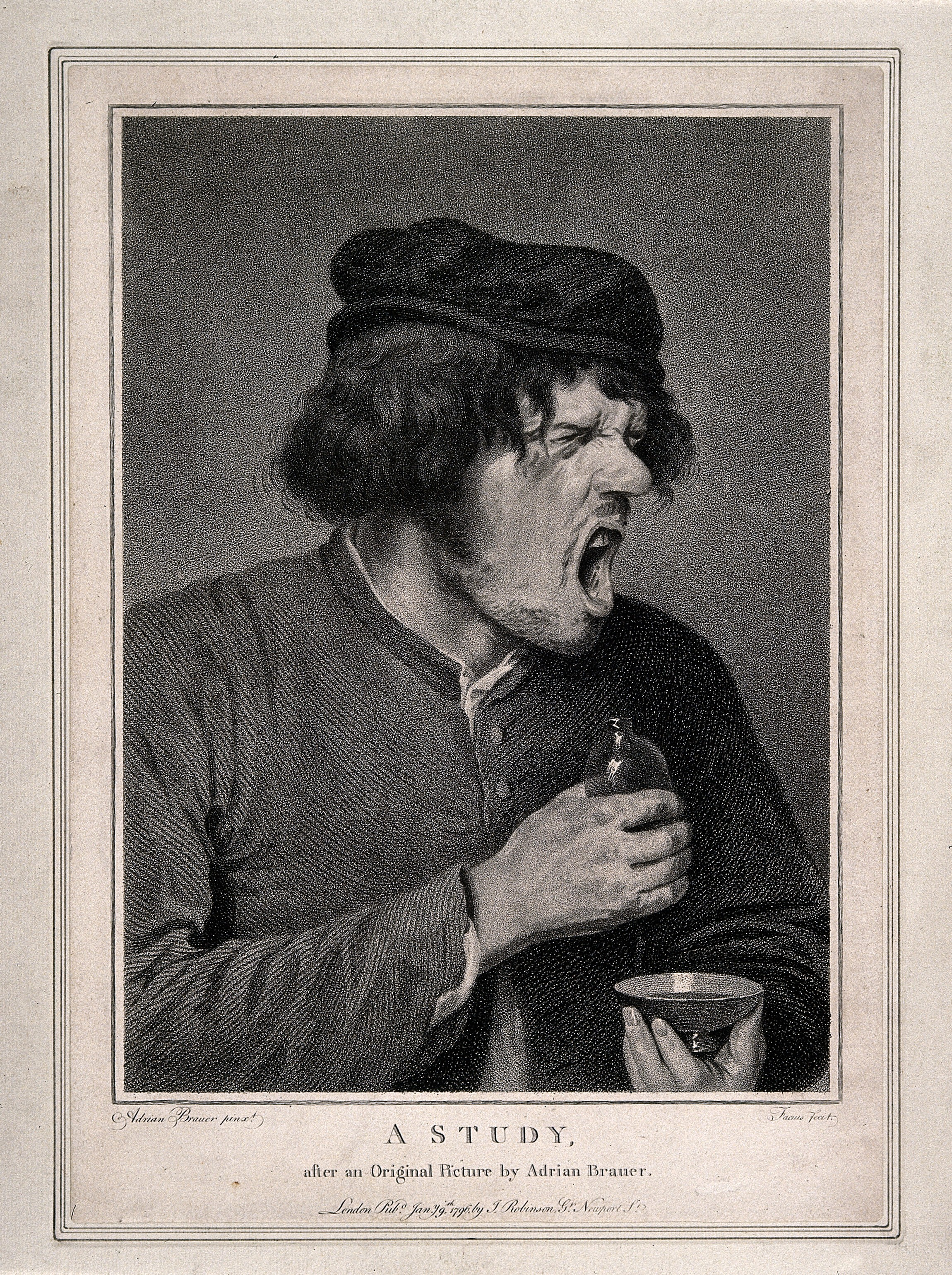
A man grimacing grotesquely after taking some unpleasant tas, pointillé d'après Adriaen Brouwer, 1796.
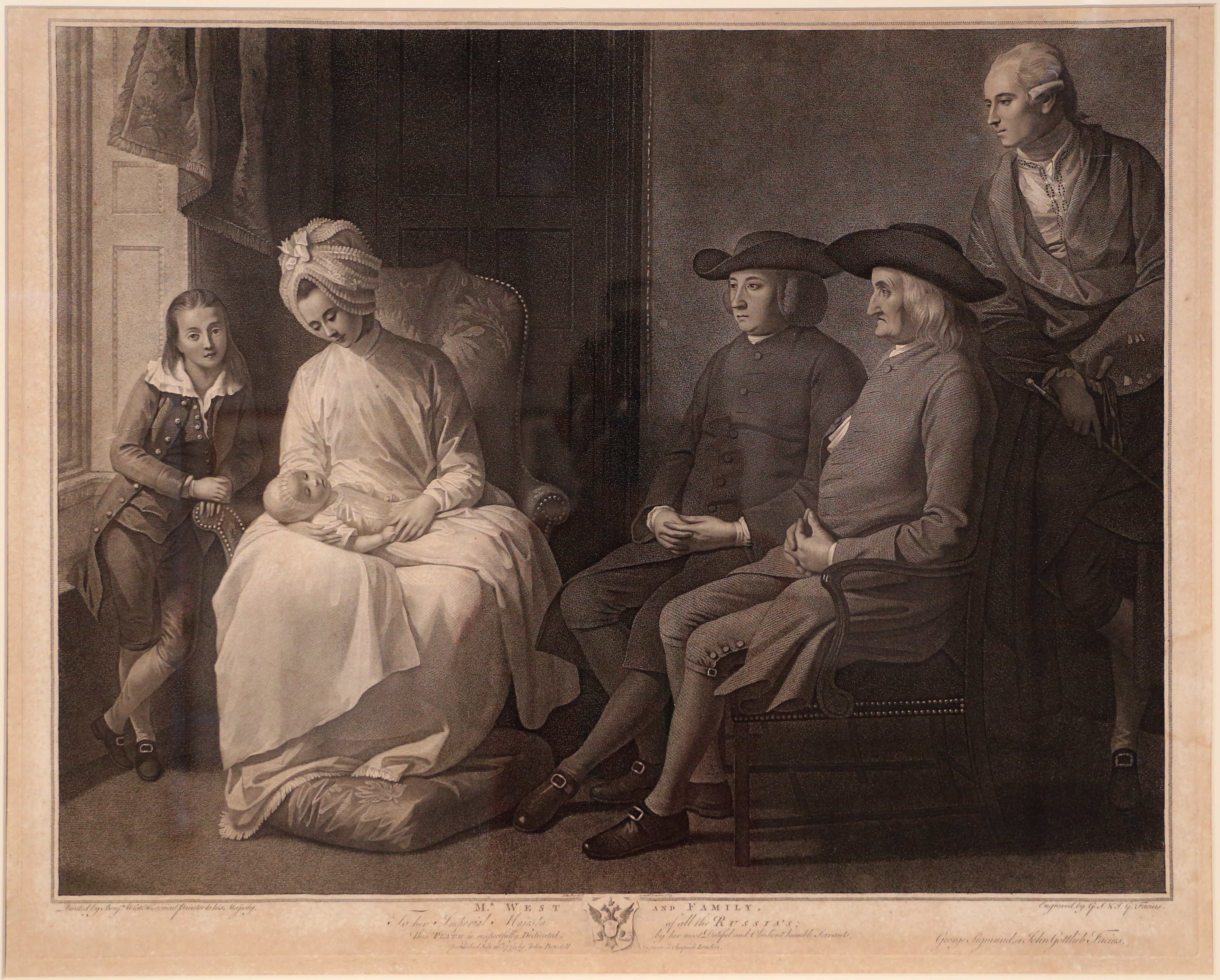
Mr. West and family, d'après Benjamin West, 1779.
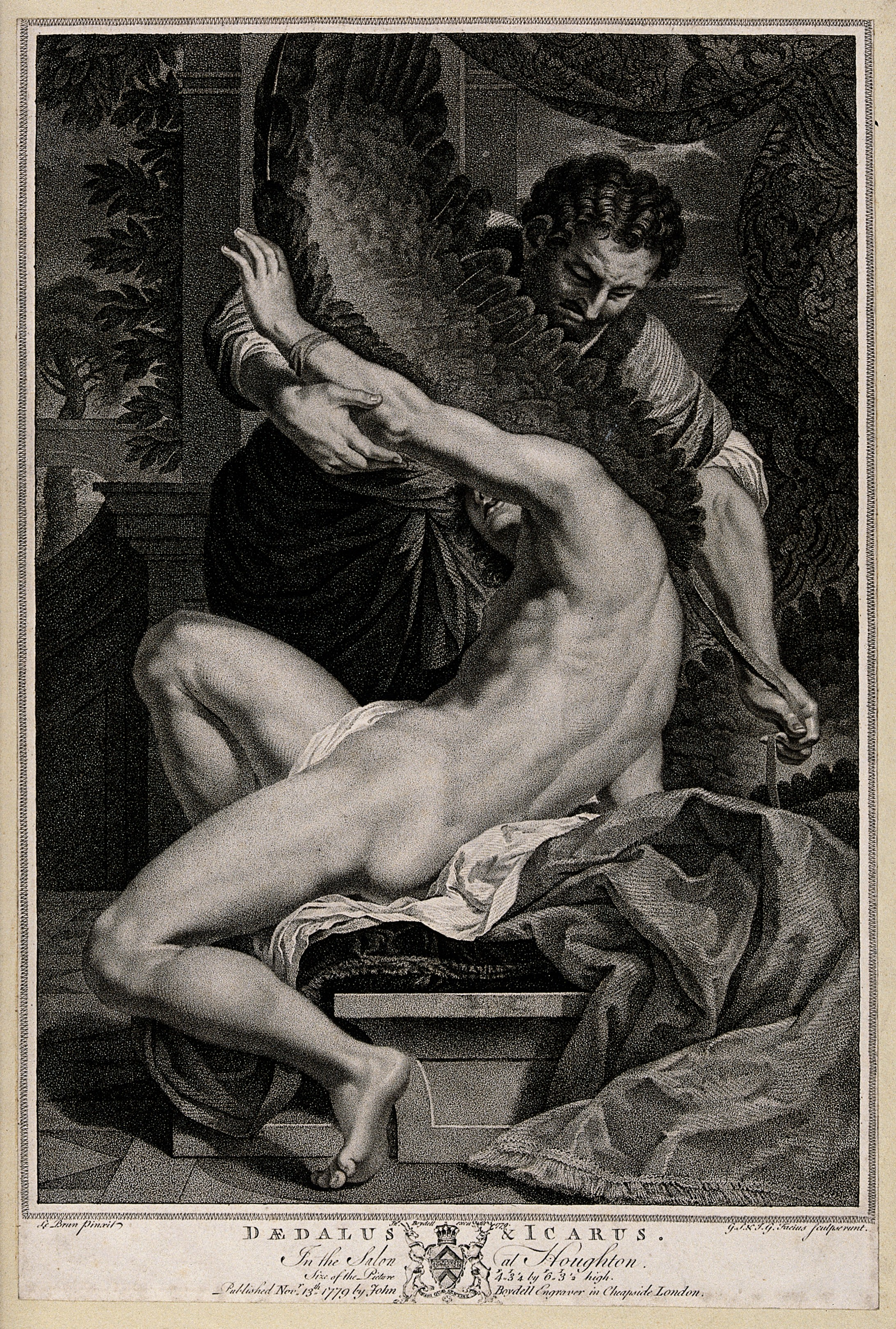
Daedalus and Icarus, pointillé d'après Charles Le Brun, 1779.
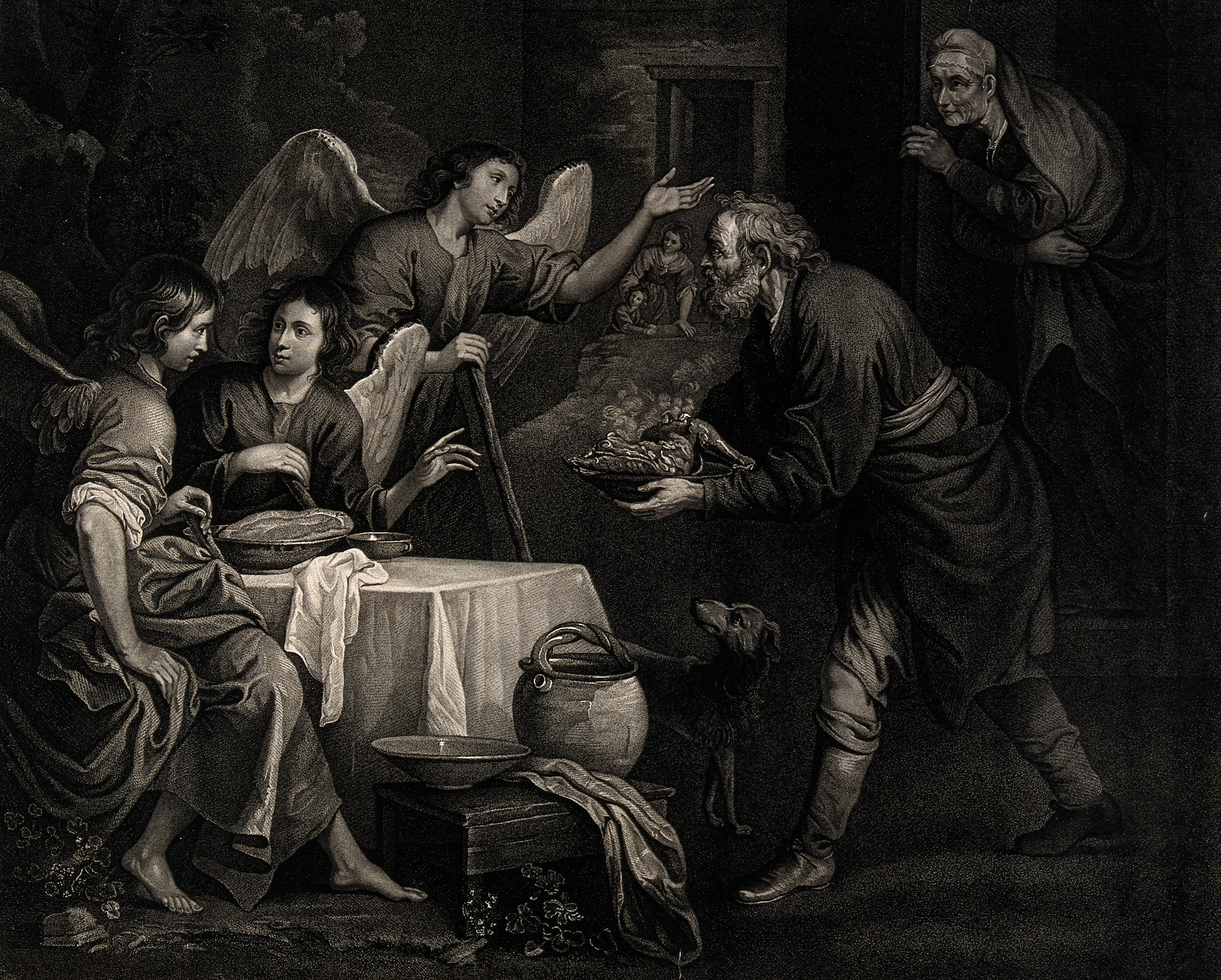
Abraham gives food to his three strange guests, aquatinte d'après Bartolomé Esteban Murillo, 1781.
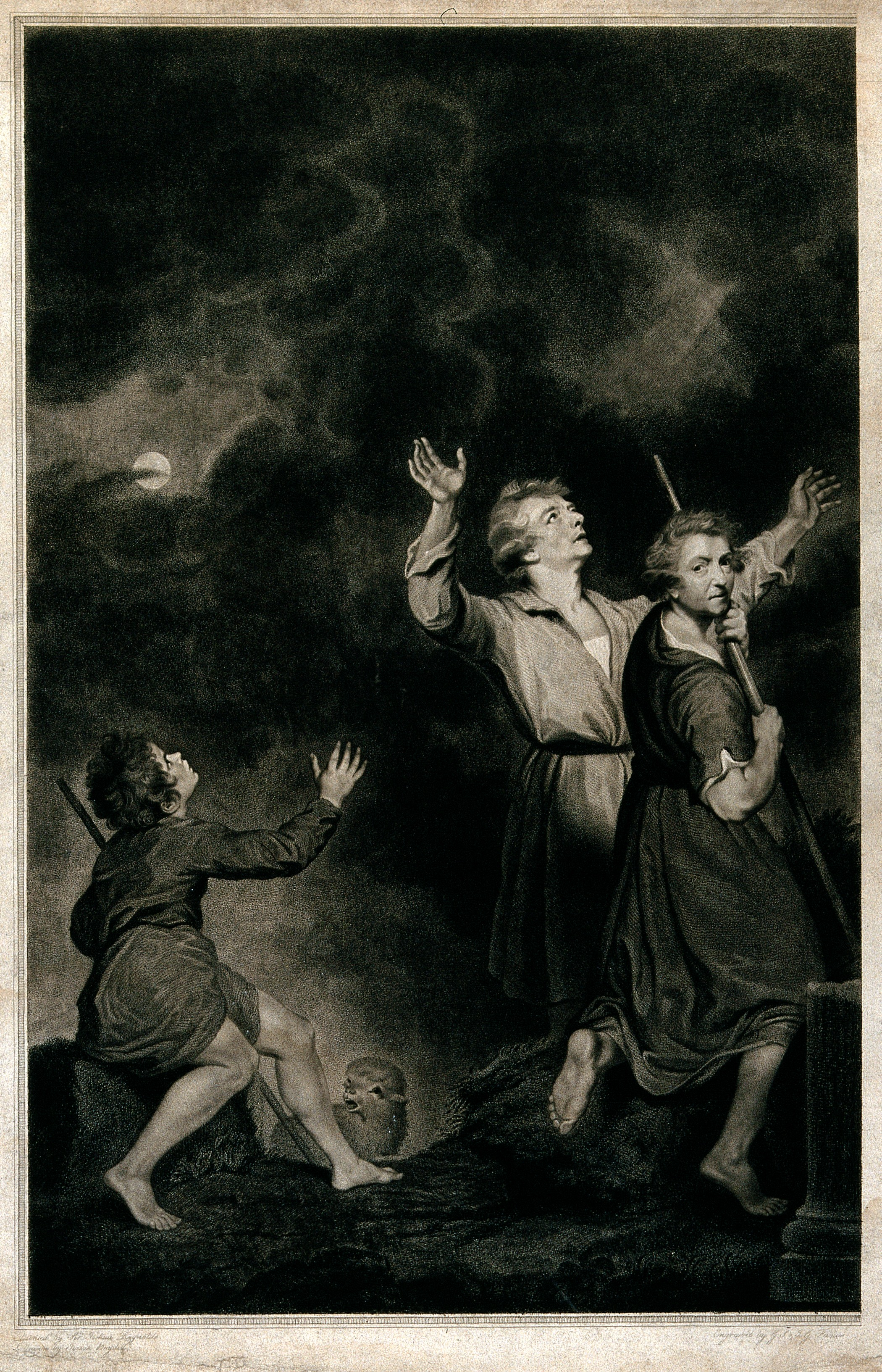
The annunciation to the shepherds, manière noire d'après Joshua Reynolds, n. d.

## Conservation
- Auckland Art Gallery, Auckland (Nouvelle-Zélande)[10]
- Philadelphia Museum of Art, Philadelphie (États-Unis)[11]
- New York Public Library, New York (États-Unis)[12]
- British Museum, Londres (Royaume-Uni)[7]
- Royal Academy, Londres (Royaume-Uni)[13]
- National Portrait Gallery, Londres (Royaume-Uni)[14]
- Bibliothèque nationale du pays de Galles[15]
- Bibliothèque nationale de France, Paris (France)[9]